# VII Krajowe Zawody Balonów Wolnych o Puchar im. płk. Aleksandra Wańkowicza
VII Krajowe Zawody Balonów Wolnych o Puchar im. płk. Aleksandra Wańkowicza – zawody balonowe zorganizowane 26 maja 1935 w Toruniu. W zawodach po raz pierwszy wzięli udział piloci cywilni.

## Historia
Zawody były eliminacjami do kolejnej edycji Pucharu Gordona Bennetta.  Z ramienia Aeroklubu Rzeczypospolitej Polskiej zorganizował je 1 Batalion Balonowy w Toruniu. Start zaplanowano na godzinę 10 rano na polu obok hali balonowej przy ulicy Bema. Młodzież za wstęp płaciła 10 groszy, a dorośli 30. Dochód przeznaczono na budowę Muzeum Ziemi Pomorskiej. 
Załogi wystawiły: 1 Batalion Balonowy (Wilno, Poznań i Lwów), 2 Batalion Balonowy (Hel, Łódź i Jabłonna), Departament Aeronautyki (Gopło), Aeroklub Warszawski (Syrena), Klub Balonowy Legionowo (Legionowo), sekcja balonowa Aeroklubu Krakowskiego (Kraków),  Mościcki Klub Balonowy (Mościce).
W środę 22 maja 1935 roku ustalono kolejność startu: Hel, Lwów, Kraków, Jabłonna, Legionowo, Mościce, Wilno, Poznań, Gopło, Syrena i Łódź.  Start wyznaczono na godzinę 16–tą, ale z powodu silnego wiatru  opóźniono go o pół godziny.

## Wyniki
| Zajęte miejsce    | Nazwa balonu       | Załoga pilot pomocnik pilota                      | km     | Miejsce lądowania     |
| ----------------- | ------------------ | ------------------------------------------------- | ------ | --------------------- |
| 1.                | Syrena, 750 m³     | por. Stanisław Łojasiewicz inż. Franciszek Janik  | 609,70 | Załukiew koło Halicza |
| 2.                | Hel, 750 m³        | por. Władysław Pionko por. Jerzy Kowalski         | 594,91 | pod Kałuszem          |
| 3.                | Gopło, 450 m³      | por. Jan Zakrzewski kpt Czesław Dratwa            | 446,60 | Przełęcz Dukielska    |
| 4.                | Poznań, 750 m³     | por. Tadeusz Kasprzycki ppor. Wiktor Dobrzański   | 441,93 |                       |
| 5.                | Wilno, 1200 m³     | por. Michał Filipkowski por. Kazimierz Mensch     | 431,85 |                       |
| 6,                | Lwów, 750m³        | por. Edward Wirszyłło por. Kazimierz Szargot      | 390    | Tymbark               |
| 7.                | Legionowo, 1200 m³ | kpt. Stefan Nowicki inż. Józef Rojek              | 357    | Wadowice Górne        |
| 8.                | Kraków, 750 m³     | Bronisław Włodarczyk Olech Truszkowski            | 214,95 | Rychtał pow. Kępno    |
| 9.                | Mościce, 750 m³    | inż. Adolf Kłodnicki Bronisław Kasprzak           | 124,5  | Brudzewek             |
| zdyskwalifikowany | Łódź, 750 m³       | por. Rudolf Marcinkowski por. Bronisław Koblański |        | Czechoslowacja        |
| zdyskwalifikowany | Jablonna, 750 m³   | por. Stefan Sidor por. Antoni Stencel             |        | Czechosłowacja        |

## Nagrody
Nagrody za pierwsze 3 miejsca ufundował Aeroklub Rzeczypospolitej. Za pierwsze miejsce 500 złotych, za drugie 300, a trzecie 200. Nagrodę za 4 miejsce 150 i piąte 100 złotych ufundował Wojewódzki Komitet LOPP w Toruniu. Firma Sanok ufundowała aparat fotograficzny dla najlepszego zawodnika cywilnego, a 1 Batalion Balonowy nagrodę (neseser) dla najlepszego pilota z grona swoich zawodników.